# Praia da Ilhota
Praia da Ilhota är en strand i Brasilien.   Den ligger i delstaten Santa Catarina, i den södra delen av landet, 1 300 km söder om huvudstaden Brasília.
Runt Praia da Ilhota är det ganska tätbefolkat, med 144 invånare per kvadratkilometer.